# Fumetti del DC Animated Universe
A partire dal 1993, un anno dopo la prima messa in onda della serie di successo Batman, sono stati realizzati una serie di fumetti su tutte le serie correlate con il DC Animated Universe.
Sono stati realizzati da un team diverso rispetto a quello dei cartoni animati e generalmente non sono considerati canonici.

## Storia editoriale

### Serie regolari

#### Le avventure di Batman
Le avventure di Batman è stato creato come un tie-in di fumetti per Batman: The Animated Series e The New Batman Adventures. Vari titoli relativi alla serie animata sono stati eseguiti dal 1992 al 2004, insieme alle varie mini serie e one-shot.

#### Le avventure di Superman
In un modo simile a quanto avvenuto per Le avventure di Batman, Le avventure di Superman è stato creato come tie-in per Superman: The Animated Series. Venne pubblicata tra il 1996 e il 2002.

#### Gotham Girls
DC Comics ha prodotto una miniserie a fumetti Gotham Girls in cinque numeri nel 2003, scritta da Paul Storrie, basata sulla serie animata omonima. Le protagoniste sono Poison Ivy, Harley Quinn, Catwoman, Batgirl, con ogni numero che mette in luce uno di questi personaggi in una certa misura. Una miniserie di tre numeri, Batman: Harley and Ivy, è il seguito delle avventure incentrate su Harley e Ivy.

#### Justice League&Justice League Unlimited
Justice League Adventures è una serie di fumetti DC con protagonista la Justice League, ma ambientata nella continuity (e nello stile) degli spettacoli televisivi Justice League e Justice League Unlimited; al contrario del normale Universo DC.
È una serie gemella di Le avventure di Batman (basato su Batman: The Animated Series) e Le avventure di Superman (basato su Superman: The Animated Series).
Della serie Justice League Adventures sono stati pubblicati 34 numeri dal 2002 al 2004 prima di essere riavviato sotto il titolo di Justice League Unlimited (per abbinare la ricreazione e la rinomina della serie televisiva). Il nuovo titolo ha prodotto 46 numeri a partire dal 2004 prima di essere cancellato nel maggio 2008, ponendo fine all'ultima produzione del DC Animated Universe.

#### Batman Beyond
Batman Beyond ha avuto numerose serie in corso e miniserie relative al cartone animato Batman of the Future. Grazie alla popolarità di Batman Beyond, numerosi legami e cameo sono stati creati come un ponte tra l'universo animato DC e l'Universo DC. Dal 2012, DC Comics pubblica tre serie digitali settimanali relative al Batman del futuro, stampandole mensilmente come Batman Beyond Unlimited.

## Continuity
Per quanto riguarda i fumetti, Bruce Timm, uno dei creatori del DCAU, ha dichiarato in Modern Masters Volume 3: Bruce Timm (riguardante il Batman Adventures Annual # 2):
(Bruce Timm)
Tuttavia, sono state adottate nella serie anche altre creazioni dai fumetti, come Roxy Rocket (introdotto nel primo annual), ma senza la sua backstory. Un gran numero di personaggi apparve nei fumetti in circostanze diverse rispetto alle controparte animata - in particolare Superman, Lex Luthor (Batman Adventures # 25), Cacciatrice (Batman & Robin Adventures # 19), Kyle Rayner, Aquaman (Adventures in the DC Universe # 1) , Amazo e Chronos (Justice League Adventures # 6).
Due dei fumetti sono stati adattati in episodi: Un grande amore è un adattamento di Amore folle, e Un Natale molto movimentato (Holiday Knights) è un adattamento dello Special Holiday. Entrambi i fumetti sono stati scritti da Paul Dini e Bruce Timm (Timm ha inoltre illustrato Mad Love).
I film Batman: La maschera del Fantasma, Batman & Mr. Freeze: SubZero e Batman of the Future: Il ritorno del Joker e l'episodio "Rinascita" della serie Batman of the Future sono stati adattati a un fumetto.